# Diane Towler
Diane Towler (nome de casada Green; Londres, 16 de dezembro de 1946) é uma ex-patinadora artística britânica. Towler competiu na dança no gelo. Ela conquistou com Bernard Ford quatro medalhas de ouro em campeonatos mundiais, e quatro medalhas de ouro em campeonatos europeus, e foram campeões quatro vezes do campeonato nacional britânico.

## Principais resultados

### Com Bernard Ford
| Resultados           | Resultados    | Resultados        | Resultados      | Resultados      | Resultados      | Resultados      | Resultados    | Resultados    | Resultados    | Resultados    | Resultados    | Resultados    | Resultados    | Resultados    | Resultados    | Resultados    |
| Internacional        | Internacional | Internacional     | Internacional   | Internacional   | Internacional   | Internacional   | Internacional | Internacional | Internacional | Internacional | Internacional | Internacional | Internacional | Internacional | Internacional | Internacional |
| Evento/Temporada     | 1963– 1964    | 1964– 1965        | 1965– 1966      | 1966– 1967      | 1967– 1968      | 1968– 1969      |               |               |               |               |               |               |               |               |               |               |
| -------------------- | ------------- | ----------------- | --------------- | --------------- | --------------- | --------------- | ------------- | ------------- | ------------- | ------------- | ------------- | ------------- | ------------- | ------------- | ------------- | ------------- |
| Campeonato Mundial   | 13.ª          | 4.ª               | Medalha de ouro | Medalha de ouro | Medalha de ouro | Medalha de ouro |               |               |               |               |               |               |               |               |               |               |
| Campeonato Europeu   |               | 4.ª               | Medalha de ouro | Medalha de ouro | Medalha de ouro | Medalha de ouro |               |               |               |               |               |               |               |               |               |               |
| Nacional             |               |                   |                 |                 |                 |                 |               |               |               |               |               |               |               |               |               |               |
| Campeonato Britânico |               | Medalha de bronze | Medalha de ouro | Medalha de ouro | Medalha de ouro | Medalha de ouro |               |               |               |               |               |               |               |               |               |               |